# Orcaella heinsohni
Orcaella heinsohni (лат.) — вид зубатых китов семейства дельфиновых, обитающих около северного побережья Австралии. Этот вид очень схож с иравадийским дельфином, относящимся к тому же роду Orcaella. До 2005 года австралийский курносый дельфин не был описан как отдельный вид. Основное отличие от иравадийского дельфина — окраска: в окраске австралийского курносого дельфина присутствуют 3 цвета, а в окраске иравадийского — только 2. Различия в строении черепа и форме плавников между этими двумя видами минимальны.

## Таксономия
Латинское название, Orcaella heinsohni, дано этому виду в честь Джорджа Хайнзона (George Heinsohn), австралийского биолога, работавшего в Университете Джеймса Кука. Таким образом была отмечена его «первооткрывательская работа в области исследования зубатых китов северо-восточной Австралии, в том числе первоначальное исследование представителей Orcaella heinsohni, заложившее основу под наши знания об этом виде».
Сейчас сравнительно редко описывают новые виды крупных млекопитающих, а сами новооткрываемые виды обычно живут в отдалённых районах (как псевдоорикс) или редко встречаются с людьми по каким-либо иным причинам (таковы клюворыл Перрина, (Mesoplodon perrini) и лопатозубый кит (Mesoplodon traversii), известный только по нескольким выброшенным на берег костям). По сути, австралийский курносый дельфин — первый новый вид дельфина, открытый после перерыва в 56 лет. Причём — что необычно для открываемых сейчас видов млекопитающих — его популяция доступна для изучения.
Однако присутствие курносых дельфинов в водах у северного побережья Австралии впервые было обнаружено в 1948. Тогда в бухте Мэлвилл (полуостров Гоув, Северная территория) был найден череп представителя этого вида. Очевидно, эта особь была добыта и съедена аборигенами. Разумеется, открытие нельзя было считать состоявшимся до тех пор, пока вопрос не был рассмотрен Джонсоном в 1964, а вскоре после этого капитан-голландец наблюдал в тех водах несколько дельфинов не известного тогда вида.
Двое учёных: работавшая в Университете Джеймса Кука Изабелл Бизли и сотрудничавший с Музеем Тропического Квинсленда Питер Арнольд взяли образцы ДНК у дельфинов, обитающих около побережья Таунсвилла, Квинсленд. Результаты исследования полученных ими образцов показали, что Джордж Хайнзон был прав, и таунсвилльская популяция дельфинов действительно относится к новому виду.
В Музее Квинсленда представлены череп и некоторые другие кости взрослого курносого дельфина. Он был найден уже мёртвым — утонувшим в поставленной на акул сети в заливе Подковы, Квинсленд, 21 апреля 1972. На момент смерти ему было примерно 11 лет.

## Описание
Этот вид относится к группе океанских дельфинов, наряду с ещё одним видом — иравадийским дельфином Orcaella brevirostris — входит в род Иравадийские дельфины. В окраске австралийского курносого дельфина присутствуют 3 цвета: его спина коричневатая, бока более светлого коричневого цвета, брюхо белое. Иравадийский же дельфин весь синевато-серый, только брюхо у него белое. Голова у нового вида спереди округлая, этим он сильно отличается от других австралийских дельфинов. Спинной плавник у него очень маленький, как бы «курносый» — это отличает его от всех дельфинов ареала. Кроме того, этот вид отличается наличием шеи и тем, что бока его спины гладкие, на них нет продольных вогнутых областей.

## Ареал и охранный статус
Около 200 курносых дельфинов обитают в Тихом океане около Таунсвилля. Предполагается, что ареал этого вида простирается до Папуа-Новой Гвинеи. В этом случае курносый дельфин эндемичен для северной половины Сахульского Шельфа, причём большая часть популяции обитает в водах, омывающих Австралию. Маловероятно, что курносые дельфины часто встречаются в этих водах. Поэтому этот вид нуждается в усиленной охране. По классификации МСОП он (как и иравадийский дельфин) проходит как «Вид, для оценки угрозы которого недостаточно данных» («Data Deficient»). Таково заключение Группы Исследования Китообразных за 1996. Основную опасность для этого вида представляют противоакульи сети, в которых дельфины запутываются и тонут. Хотя, скорее всего, аборигены охотятся на дельфинов этого вида (что доказывает хотя бы обнаруженный в 1948 череп), эта угроза считается незначительной по сравнению с угрозой утопления из-за сетей.